# Yoram Hazony
Yoram Hazony, född 1964, är en israelisk-amerikansk filosof, bibelforskare och politisk teoretiker. Han är president för Herzl-institutetet i Jerusalem och tjänstgör som ordförande för Edmund Burke Foundation.

## Biografi
Yoram Hazony föddes i Reẖovot i Israel och flyttade med sin familj till Princeton i New Jersey. Han växte upp och utbildades i USA och återvände för att bo i Israel efter att ha avslutat universitetet. Hazony tog sin kandidatexamen från Princeton University i östasiatiska studier år 1986 och sin doktorsexamen från Rutgers University i politisk filosofi år 1993. Medan han var junior i Princeton grundade han Princeton Tory, en tidning för moderata och konservativa idéer. Han gifte sig med Julia Fulton, som han träffade på Princeton, och hon flyttade till Israel med honom. Paret bor i Jerusalem och har nio barn.

## Politisk filosofi
Hazony är en uttalad judisk nationalist och har skrivit att nationalism på ett unikt sätt förser "ett fritt folk med den kollektiva rättigheten att styra sig självt". Hans bok The Virtue of Nationalism utnämndes till Årets konservativa bok år 2019 och översattes till svenska som Nationalismens dygd (2021) av folklivsforskaren Dan Korn på Oikos förlag.